# Álvaro Bisama Mayné
Álvaro Bisama Mayné (Valparaíso, 18 d'abril de 1975) és un escriptor, crític literari i professor xilè. Va ser seleccionat pel "Hay Festival" i Bogotà cabdal Mundial del Llibre com un dels trenta-nou escriptors llatinoamericans menors de 39 anys més importants.

## Biografia
Bisama va viure durant la seva infància i adolescència en Vila Alemanya. Fill de professors.
Va ingressar a estudiar Pedagogia en Castellà a la Universitat de Platja Ampla de Ciències de l'Educació, i a finalitats dels anys 1990 va començar una carrera com a columnista, cronista i periodista, primer en el suplement de finalització de setmana Entrevista del El Mercurio de Valparaíso i després en diversos mitjans establerts a Santiago, com La Tercera, Zona de Contacto o portals electrònics com Virtualia.
En 2000 va ingressar al Magíster en Estudis Llatinoamericans de la Universitat de Xile i a l'any següent va començar a participar del lloc web de crítica literària Taller Mariano Aguirre, on comparteix espai amb Alejandro Zambra i Francisca Lange, entre d'altres. En 2002 va col·laborar com a crític literari i comentarista cultural en La Tercera. Per aquesta mateixa època va compilar diversos textos en Zona cero, un volum editat pel Govern Regional de Valparaíso.
És professor d'Expressió Escrita i Taller de Literatura a l'Escola de Periodisme de la Universitat Alberto Hurtado i escriu crítica de televisió per a la revista Qué Pasa. Actualment s'exerceix com a director de l'Escola de Literatura Creativa de la Universitad Diego Portales, on també ensenya.

## Trajectòria literària

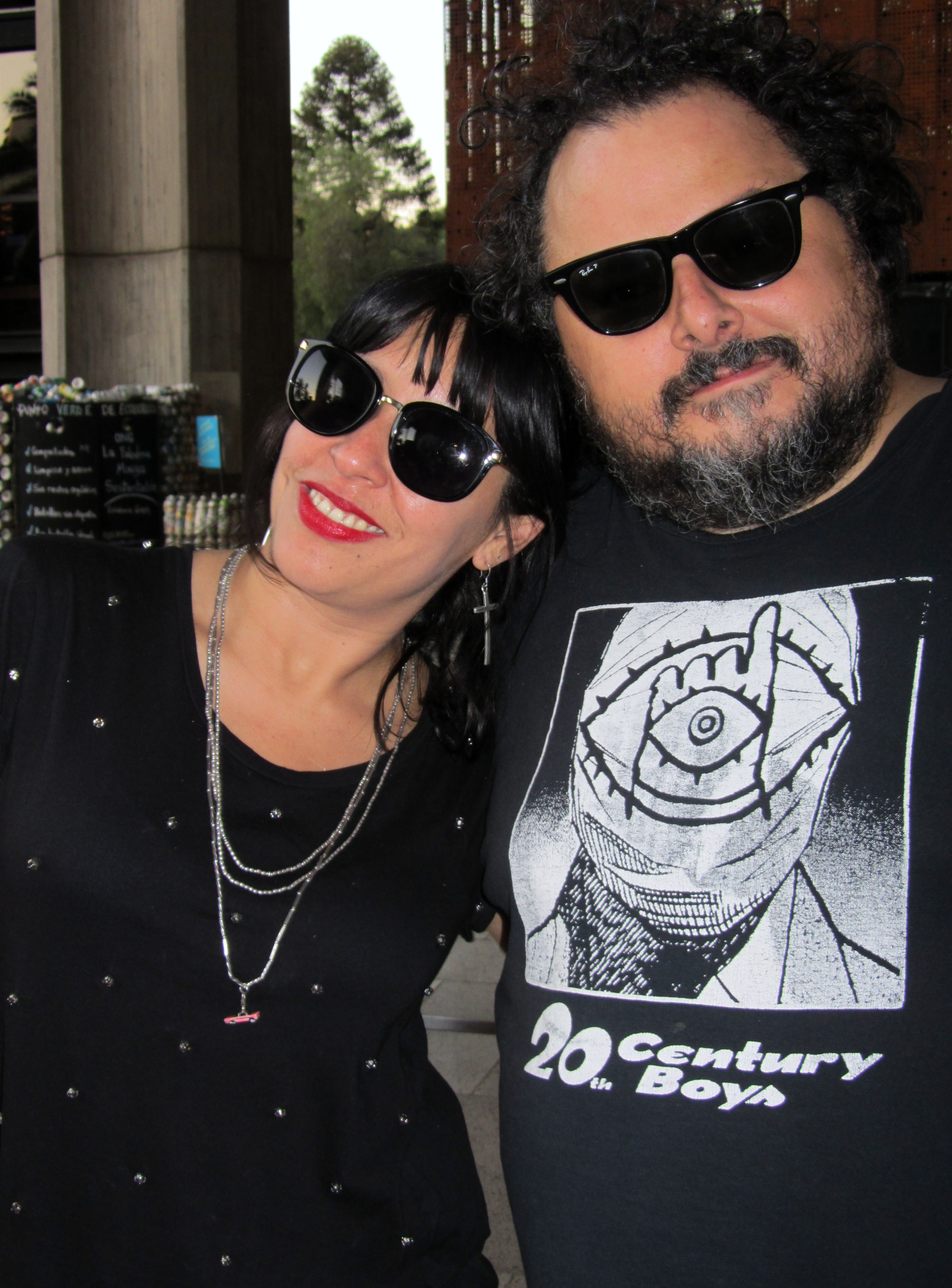
Bisama amb la seva esposa Carla MacKay en el GAM, abril de 2015

Bisama va ser considerat originalment part d'un moviment renovador de les lletres xilenes denominat Freak Power i que estaria compost a més per narradors com Jorge Baradit, Francisco Ortega, Sergio Amira o Mike Wilson.
Les seves dues primeres novel·les, Caja negra (2006) i Música marciana (2008), eren, en paraules del propi Bisama, «desquiciadas», en les quals «el món s'acaba cinquanta vegades per llibre», novel·les sobre directors de cinema de terror, de frikis, ovnis, assassins en sèrie o dibuixants japonesos de còmic underground.
La crítica sobre la seva obra és diversa. D'una banda, crítics com Patricia Espinosa han jutjat molt severament el tractament en la literatura de Bisama de la cultura pop. D'altra banda, altres crítiques més properes a l'estètica de la ciència-ficció o la literatura especulativa han valorat molt positivament els seus textos.
L'escriptura de ficció de Bisama va canviar després de l'obra per encàrrec Cent llibres xilens (2008). L'autor ho explica així:
Estels morts (2010), que marca un allunyament del Freak Power, va obtenir excel·lents crítiques, a les quals després es van sumar importants premis, com el Municipal de Literatura de Santiago i el de l'Acadèmia Xilena de la Llengua.
En paraules de Felipe Guanya, amb Ruido (2012), novel·la inspirada en el vident de Vila Alemanya, Bisama «segueix allunyant-se del que ell o la seva generació anomenan el Freak Power, per fer-nos un lliurament ple de picades d'ullet a ells, però sense ciència-ficció, sinó explicant-nos els elements paranormals que a la seva província són el paisatge i el soroll d'ambient dels 80's i 90's». Sobre aquesta novel·la, Bisama va declarar:

## Estil i influències
L'obra de Bisama està fortament influenciada en la cultura underground, i especialment els seus primers treballs tenen una forta connexió amb la cultura friki. L'autor busca en els seus llibres una visió nacional descentralitzada, i utilitza eines de la crònica i les múltiples veus narratives.

## Obres

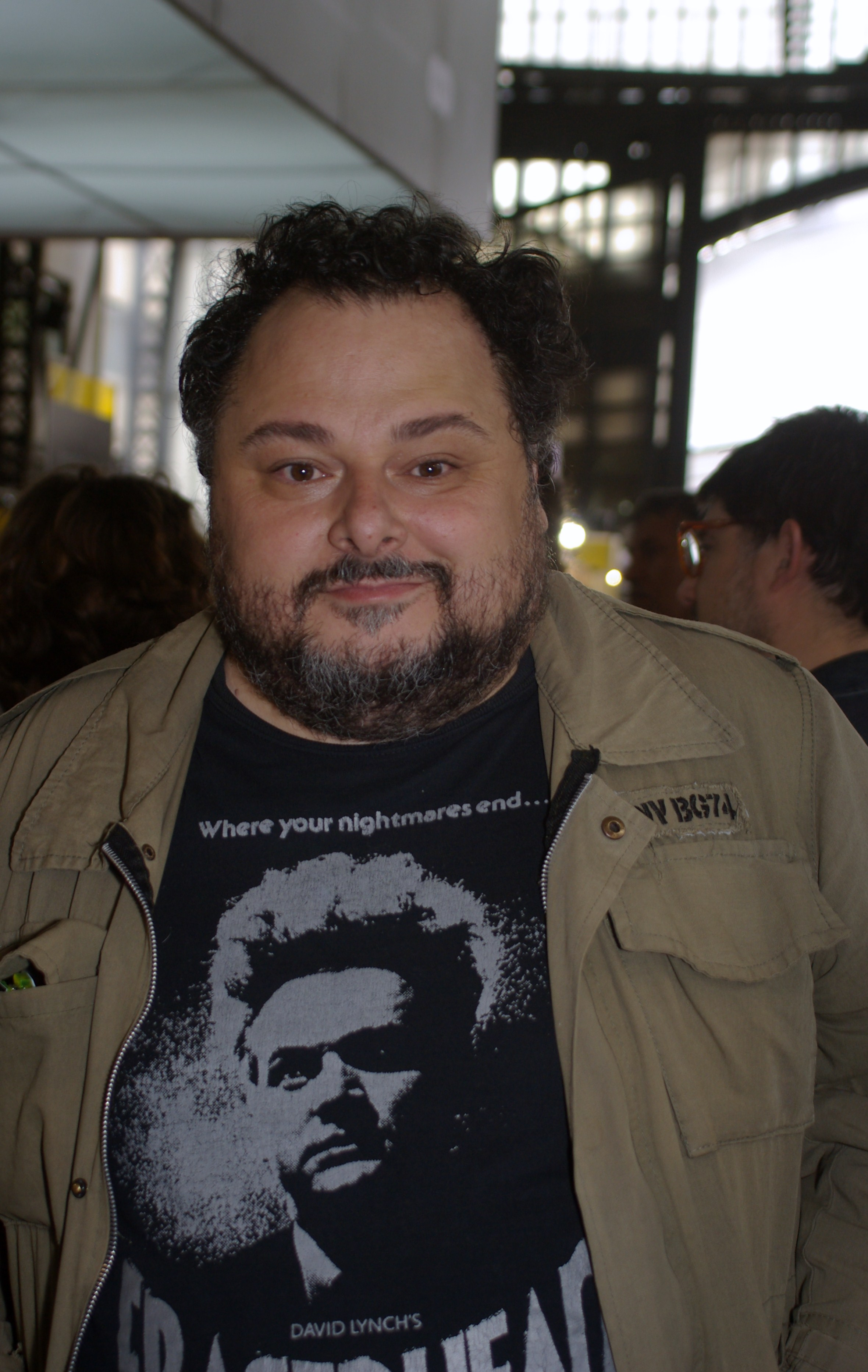
Bisama en la Feria Internacional del Libro de Santiago 2015

### Novel·les
- 2006 - Caja negra, Bruguera (reeditada en 2015 per Llibres del Llorer)
- 2008 - Música marciana, Planeta
- 2010 - Estrellas muertas, Alfaguara
- 2012 - Ruido, Alfaguara
- 2014 - Taxidermia, Alquímia Edicions
- 2016 - El brujo, Alfaguara

### Contes
- 2013 - Los muertos, Edicions B. Conté 11 relats.

### Cròniques i crítica
- 2003 - Zona cero, Edició del Govern Regional de Valparaíso
- 2006 - Postales urbanas, recopilació de textos publicats originalment en Ciutat i Arquitectura; El Mercuri/Aguilar, Santiago
- 2008 - Cien libros chilenos, crítica, Edicions B, Santiago
- 2015 - Televisión, selecció de cròniques i contes sobre tv, la majoria escrits en el seu temps per a la premsa; Lectures Edicions[12]

## Premis i distincions
- Triat com un dels 100 Líders Joves Xilens 2005 pel Mercuri com a escriptor i crític[13]
- Seleccionat per Bogotà 39 com un dels narradors menors de 39 anys més importants d'Amèrica Llatina, 2007[1]
- Premi Municipal de Literatura de Santiago 2011 per Estels morts[14]
- Premio Acadèmia 2011 (Acadèmia Xilena de la Llengua) al millor llibre de 2010 per Estels morts[15]
- Finalista del Premi Altazor 2013 amb Soroll